# 1994年の相撲
1994年の相撲（1994ねんのすもう）は、1994年の相撲関係のできごとについて述べる。

## できごと

### アマチュア相撲
- 九州大学相撲部創部。

### 大相撲
- 1月、1月場所4日目、武双山が曙を上手投げで破り初金星。初土俵から7場所目での金星は史上最速。場所後の番付編成会議で貴ノ浪と武蔵丸が同時大関昇進。役員改選が行われ、理事長出羽海が2選、新理事に枝川。
- 3月、新弟子が多いため前相撲を2班に分けて、1日ごと交互に行うことが決まった、出世に必要な白星の数は3勝から2勝に変更された（この3月場所のみ）。式守錦太夫が28代式守伊之助に昇格。31日、26代式守伊之助死去、66歳。
- 4月、春日野巡業部長が巡業日程の短縮、人員削減などを中心とした巡業改革案を打ち出し、説明会が全国から約50人の勧進元を集めて国技館で行われた。23日、22代木村庄之助死去、104歳。
- 5月、呼出、床山の階級制度を改正。十枚目以上の呼出を番付に記載。床山は一等の上位に特等を設けた。
- 7月、元前頭筆頭恵那櫻引退、年寄錣山襲名。巡業改革案を発表。新巡業は協会の自主興行となり、会場を5000人規模の大会場にするほか、参加人数や巡業日数の削減、ちゃんこを廃止し、バイキング形式の導入など。
- 9月、9月場所を全勝優勝した貴ノ花の横綱昇進は横綱審議委員会の審議の結果、否決された。19日、23代木村庄之助死去、96歳。
- 10月、6日に建都1200年記念行事、平安期の「相撲節会」が京都・平安神宮で再現。
- 11月、11月場所後に貴乃花の横綱昇進が決まる。

## 大相撲

### 一月場所（初場所）
両国国技館（東京都）を会場に、初日の1月9日（日）から千秋楽の1月23日（日）までの15日間開催された。
| タイトル     | タイトル     | 人物（所属部屋 出身地） - 成績                                                          |
| ------------ | ------------ | --------------------------------------------------------------------------------------- |
| 幕内最高優勝 | 幕内最高優勝 | 貴ノ花光司（二子山部屋 東京都中野区出身） - 14勝1敗（4場所ぶり4回目）                   |
| 三賞         | 殊勲賞       | 武双山正士（武蔵川部屋 茨城県水戸市出身） - 10勝5敗（初受賞）                           |
| 三賞         | 敢闘賞       | 貴ノ浪貞博（二子山部屋 青森県三沢市出身） - 13勝2敗（4場所ぶり2回目）                   |
| 三賞         | 技能賞       | 武蔵丸光洋（武蔵川部屋 アメリカ合衆国ハワイ州オアフ島出身） - 12勝3敗（9場所ぶり2回目） |
| 十両優勝     | 十両優勝     | 浪ノ花和博（二子山部屋 青森県南津軽郡浪岡町出身） - 11勝4敗                             |

### 三月場所（春場所、大阪場所）
大阪府立体育会館（大阪市）を会場に、初日の3月13日（日）から千秋楽の3月27日（日）までの15日間開催された。
| タイトル     | タイトル     | 人物（所属部屋 出身地） - 成績 |
| ------------ | ------------ | --- |
| 幕内最高優勝 | 幕内最高優勝 | 曙太郎（東関部屋 アメリカ合衆国ハワイ州オアフ島出身） - 12勝3敗（2場所ぶり7回目） ※優勝決定戦勝利                                                        |
| 三賞         | 殊勲賞       | 魁皇博之（友綱部屋 福岡県直方市出身） - 9勝6敗（初受賞）                                                                                                 |
| 三賞         | 敢闘賞       | 寺尾常史（井筒部屋 鹿児島県姶良郡加治木町出身） - 9勝6敗（27場所ぶり3回目） 貴闘力忠茂（二子山部屋 兵庫県神戸市兵庫区出身） - 12勝3敗（16場所ぶり4回目） |
| 三賞         | 技能賞       | 琴錦功宗（佐渡ヶ嶽部屋 群馬県群馬郡箕郷町出身） - 10勝5敗（8場所ぶり4回目） 小城錦康年（出羽海部屋 千葉県市川市出身） - 9勝6敗（初受賞）                 |
| 十両優勝     | 十両優勝     | 敷島盛（立田川部屋 千葉県船橋市出身） - 12勝3敗 |

### 五月場所（夏場所）
両国国技館（東京都）を会場に、初日の5月8日（日）から千秋楽の5月22日（日）までの15日間開催された。
| タイトル     | タイトル     | 人物（所属部屋 出身地） - 成績                                                 |
| ------------ | ------------ | ------------------------------------------------------------------------------ |
| 幕内最高優勝 | 幕内最高優勝 | 貴ノ花光司（二子山部屋 東京都中野区出身） - 14勝1敗（2場所ぶり5回目）          |
| 三賞         | 殊勲賞       | 寺尾常史（井筒部屋 鹿児島県姶良郡加治木町出身） - 8勝7敗（32場所ぶり2回目）    |
| 三賞         | 敢闘賞       | 貴闘力忠茂（二子山部屋 兵庫県神戸市兵庫区出身） - 9勝6敗（2場所連続5回目）     |
| 三賞         | 技能賞       | 舞の海秀平（出羽海部屋 青森県西津軽郡鰺ヶ沢町出身） - 9勝6敗（4場所ぶり4回目） |
| 十両優勝     | 十両優勝     | 小城ノ花昭和（出羽海部屋 千葉県市川市出身） - 12勝3敗                          |

### 七月場所（名古屋場所）
愛知県体育館（名古屋市）を会場に、初日の7月3日（日）から千秋楽の7月17日（日）までの15日間開催された。
| タイトル     | タイトル     | 人物（所属部屋 出身地） - 成績                                                   |
| ------------ | ------------ | -------------------------------------------------------------------------------- |
| 幕内最高優勝 | 幕内最高優勝 | 武蔵丸光洋（武蔵川部屋 アメリカ合衆国ハワイ州オアフ島出身） - 15戦全勝（初優勝） |
| 三賞         | 殊勲賞       | 濱ノ嶋啓志（三保ヶ関部屋 熊本県宇土市出身） - 8勝7敗（初受賞）                   |
| 三賞         | 敢闘賞       | 貴闘力忠茂（二子山部屋 兵庫県神戸市兵庫区出身） - 10勝5敗（3場所連続6回目）      |
| 三賞         | 技能賞       | 舞の海秀平（出羽海部屋 青森県西津軽郡鰺ヶ沢町出身） - 9勝6敗（2場所連続5回目）   |
| 十両優勝     | 十両優勝     | 立洸熊五郎（立浪部屋 北海道斜里郡斜里町出身） - 12勝3敗                          |

### 九月場所（秋場所）
両国国技館（東京都）を会場に、初日の9月11日（日）から千秋楽の9月25日（日）までの15日間開催された。
| タイトル     | タイトル     | 人物（所属部屋 出身地） - 成績 |
| ------------ | ------------ | --- |
| 幕内最高優勝 | 幕内最高優勝 | 貴ノ花光司（二子山部屋 東京都中野区出身） - 15戦全勝（2場所ぶり6回目）                                                                     |
| 三賞         | 殊勲賞       | 武双山正士（武蔵川部屋 茨城県水戸市出身） - 13勝2敗（4場所ぶり2回目） 琴稲妻佳弘（佐渡ヶ嶽部屋 群馬県利根郡新治村出身） - 8勝7敗（初受賞） |
| 三賞         | 敢闘賞       | 武双山正士（武蔵川部屋 茨城県水戸市出身） - 13勝2敗（初受賞）                                                                              |
| 三賞         | 技能賞       | 該当者なし |
| 十両優勝     | 十両優勝     | 浪乃花教天（二子山部屋 青森県南津軽郡浪岡町出身） - 10勝5敗                                                                                |

### 十一月場所（九州場所）
福岡国際センター（福岡市）を会場に、初日の11月6日（日）から千秋楽の11月20日（日）までの15日間開催された。
| タイトル     | タイトル     | 人物（所属部屋 出身地） - 成績                                          |
| ------------ | ------------ | ----------------------------------------------------------------------- |
| 幕内最高優勝 | 幕内最高優勝 | 貴乃花光司（二子山部屋 東京都中野区出身） - 15戦全勝（2場所連続7回目）  |
| 三賞         | 殊勲賞       | 該当者なし                                                              |
| 三賞         | 敢闘賞       | 浪乃花教天（二子山部屋 青森県南津軽郡浪岡町出身） - 10勝5敗（初受賞）   |
| 三賞         | 技能賞       | 該当者なし                                                              |
| 十両優勝     | 十両優勝     | 土佐ノ海敏生（伊勢ノ海部屋 高知県安芸市出身） - 11勝4敗 ※優勝決定戦勝利 |

### 受賞
- 年間最優秀力士賞（年間最多勝）：貴乃花光司（80勝10敗）

### 新弟子検査合格者
| 場所     | 主な合格者 | 四股名       | 最高位     | 最終場所       | 備考             |
| -------- | ---------- | ------------ | ---------- | -------------- | ---------------- |
| 1月場所  | 松本良二   | 玉春日良二   | 関脇       | 2008年9月場所  | 幕下最下位格付出 |
| 1月場所  | 杉野森清寿 | 安壮富士清也 | 前頭13枚目 | 2011年1月場所  |                  |
| 3月場所  | 山本敏生   | 土佐ノ海敏生 | 関脇       | 2010年11月場所 | 幕下最下位格付出 |
| 3月場所  | 佐野元泰   | 潮丸元康     | 前頭10枚目 | 2009年5月場所  |                  |
| 3月場所  | 野寺秀史   | 若東龍秀史   | 十両3枚目  | 2006年1月場所  |                  |
| 3月場所  | 作田幸寛   | 琴国晃将     | 十両4枚目  | 2014年1月場所  |                  |
| 3月場所  | 山口肇     | 雷光肇       | 十両11枚目 | 2008年3月場所  |                  |
| 5月場所  |            |              |            |                |                  |
| 7月場所  |            |              |            |                |                  |
| 9月場所  |            |              |            |                |                  |
| 11月場所 | 志賀太祐   | 栃東大裕     | 大関       | 2007年3月場所  |                  |

### 引退・廃業
| 場所     | 主な引退力士   | 最高位     | 初土俵        | 備考                 |
| -------- | -------------- | ---------- | ------------- | -------------------- |
| 1月場所  | 大刀光電右エ門 | 前頭15枚目 | 1982年1月場所 |                      |
| 3月場所  | 秀ノ花行秀     | 十両5枚目  | 1980年3月場所 |                      |
| 3月場所  | 熊翁博         | 十両5枚目  | 1981年3月場所 |                      |
| 5月場所  |                |            |               |                      |
| 7月場所  | 恵那櫻徹       | 前頭筆頭   | 1977年3月場所 | 年寄「錣山」襲名     |
| 9月場所  | 花ノ国明宏     | 前頭筆頭   | 1975年3月場所 | 若者頭就任           |
| 9月場所  | 太晨光真       | 十両9枚目  | 1984年3月場所 | 引退時の四股名は村井 |
| 11月場所 |                |            |               |                      |

## 誕生
- 3月1日 - 朝乃山広暉（現役力士、所属：高砂部屋）[1]
- 3月11日 - 荒篤山太郎（現役力士、所属：荒汐部屋）[2]
- 4月25日 - 水戸龍聖之（現役力士、所属：錦戸部屋）[3]
- 5月4日 - 阿炎政虎（現役力士、所属：錣山部屋）[4]
- 5月14日 - 琴裕将由拡（最高位：十両13枚目、所属：佐渡ヶ嶽部屋、若者頭：琴裕将）[5]
- 6月1日 - 輝大士（現役力士、所属：高田川部屋）[6]
- 7月8日 - 矢後太規（現役力士、所属：尾車部屋→押尾川部屋）[7][8]
- 8月8日 - 朝志雄亮賀（現役力士、所属：高砂部屋）[9]
- 8月28日 - 大翔鵬清洋（現役力士、所属：追手風部屋）[10]
- 10月18日 - 炎鵬友哉（現役力士、所属：宮城野部屋→伊勢ヶ濱部屋）
- 11月14日 - 隆の勝伸明（現役力士、所属：千賀ノ浦部屋→常盤山部屋）[11]
- 12月2日 - 友風想大（現役力士、所属：尾車部屋→二所ノ関部屋→中村部屋）[7][8][12][13]
- 12月6日 - 若隆景渥（現役力士、所属：荒汐部屋）[14]

## 死去
- 2月21日 - 郷錦廣次（最高位：十両14枚目、所属：出羽海部屋→武隈部屋、* 1916年【大正5年】）
- 3月31日 - 26代式守伊之助（元・立行司、所属：春日野部屋、* 1927年【昭和2年】）[15]
- 4月23日 - 22代木村庄之助（元・立行司、所属：出羽海部屋、* 1890年【明治23年】）[16]
- 5月9日 - 八幡野平八郎（最高位：十両5枚目、所属：伊勢ヶ濱部屋、* 1917年【大正6年】）
- 8月2日 - 青ノ海勇三（最高位：十両6枚目、所属：高島部屋→友綱部屋、* 1941年【昭和16年】）
- 9月19日 - 23代木村庄之助（元・立行司、所属：朝日山部屋、* 1897年【明治30年】）[17]
- 11月9日 - 東錦栄三郎（最高位：前頭15枚目、所属：高砂部屋、* 1940年【昭和15年】）[18]
- 12月22日 - 那智ノ山公晴（最高位：前頭19枚目、所属：出羽海部屋、* 1920年【大正9年】）[19]
- 12月24日 - 七ッ海操（最高位：前頭12枚目、所属：立浪部屋、* 1927年【昭和2年】）[20]